# Couvains (Orne)
Couvains település Franciaországban, Orne megyében. Lakosainak száma 203 fő (2018. január 1.). Couvains Mesnil-Rousset, Chambord, La Haye-Saint-Sylvestre, Notre-Dame-du-Hamel, Anceins, Gauville és Glos-la-Ferrière községekkel határos.

## Népesség
A település népességének változása:
| Lakosok száma | 285  | 257  | 219  | 176  | 148  | 195  | 176  | 195  | 197  | 203  |
|               | 1962 | 1968 | 1975 | 1982 | 1990 | 2008 | 2013 | 2015 | 2017 | 2018 |